# شعري الإهاب السويقي
شعري الإهاب السويقي (الاسم العلمي:Crinipellis stipitaria) هو نوع من الفطريات يتبع جنس شعري الإهاب من الفصيلة المراسمية.